# Megan Scott
Pour les articles homonymes, voir Scott.
Megan Scott, née en 1991, est une nageuse sud-africaine.

## Carrière
Megan Scott est médaillée d'or du relais 4 x 100 mètres quatre nages, médaillée d'argent du 50 et du 100 mètres papillon ainsi que du relais 4 x 100 mètres nage libre, et médaillée de bronze du 50 mètres nage libre aux Championnats d'Afrique de natation 2008 à Johannesbourg.